# De nygifta
De nygifta: komedi i två akter (originaltitel De nygifte) är en komedi av den norske författaren Bjørnstjerne Bjørnson, första gången utgiven 1865. Året efter översattes det till svenska av Frans Hedberg och utkom på Bonniers förlag.
Anne Charlotte Lefflers pjäs Under toffeln (1874) är till vis del ett svar på De nygifta. Leffler kritiserar i sitt verk, till skillnad från Bjørnson, den patriarkala familjen.
De nygifta spelades på Kungliga Dramatiska Teatern i Stockholm 1865, där den gjorde succé.

## Handling
De nygifta består av två akter som utspelar med ett års mellanrum. Början av första akten är förlagd till ett rikligt möblerat sällskapsrum hemma hos amtmannen och hans hustru. Deras dotter Laura har nyss gift sig och bor tillsammans med maken Aksel hemma hos föräldrarna. Hos dem finns även Lauras kamrat, den ogifta kvinnan Mathilde, som hjälpt Aksel att övertyga Laura om att gifte sig med henne.
I den första scenen sitter Lauras far och läser tidningen, medan Aksel är rastlös och Laura och modern diskuterar den sistnämndas dåliga hälsa. Av hänsyn till modern tycker Laura att hon och maken inte ska på balen som ska äga rum samma kväll och som deras vänner anordnat till deras ära. Laura och Aksel börjar gräla och Aksel frågar återigen Mathilde om hjälp med att få Laura att vara lojal mot honom i stället för mot sina föräldrar. Mathilde är dock ovillig att gå honom till mötes. Aksel berättar för sin svärfar att de måste flytta till huvudstaden eftersom han måste arbeta. Svärfadern motsätter sig detta, men Aksel bestämmer sig ändå för att åka och att Mathilde ska följa med honom och hustrun.
Ett år senare besöker Lauras föräldrar något överraskande henne och maken i deras hem. Det äldre paret är på väg till Italien och deras besök föregås av två texter uppläses. Den första är en kort berättelse från en tidning, vars handling är försnillande lik Aksels och Lauras liv och där den unga frun i berättelsen inte älskar sin man. Mathilde läser texten högt för Laura, men Aksel har sedan tidigare också läst den. Berättelsen enerverar honom då den tycks förutspå att hans eget äktenskap ska haverera. Därefter anländer ett brev med meddelandet att Lauras föräldrar snart ska komma på besök.
Frågan är var föräldrarna ska bo. Aksel föreslår att han ska lämna dem så att de kan få bo i hans rum, men Mathilde erbjuder sig att dela säng med Laura så att Aksel kan få hennes. Laura blir upprörd och klandrar Mathilde för att stödja äktenskapet mellan henne och Aksel. Aksel och Mathilde diskuterar hennes svåra situation och Mathilde påpekar att hon inte har något emot att bli ett offer, då hon ser Lauras fiendskap som ett tecken på att hon börjar älskar sin make. Mathilde säger också att hennes kall i livet inte är att gifta sig, men att hon en gång älskade en man. I stället förklarar Mathilde att hon önskar att resa.
Svärföräldrarna kommer och Aksel och Laura beter sig kärleksfullt mot varandra. Svärföräldrarna tolkar det som att äktenskapet är harmoniskt och beslutar sig för att fortsätta sin resa. Med dem följer Mathilde som i hemlighet har arrangerat det plötsliga besöket. När de förbereder sig för sin avresa avslöjar hon att det är hon som har berättat hela historien. Hon avslutar med orden ”Og min næste roman skal bli bedre” (Och min nästa roman ska bli bättre).

## Rollfigurer
- Amtmannen
- Hans hustru
- Laura, deras dotter
- Aksel, Lauras make
- Mathilde, hennes väninna